# NGC 1685
NGC 1685 este o seyfert 1 galaxy⁠(d) situată în constelația Orion. A fost descoperită în ianuarie 1850 de către William Parsons, 3rd Earl of Rosse⁠(d). Se află la o distanță de 61,6 de megaparseci de Pământ.